# 朗泰讷河畔孔夫朗
朗泰讷河畔孔夫朗（法語：Conflans-sur-Lanterne，法語發音：[kɔ̃flɑ̃ syʁ lɑ̃tɛʁn]）是法国上索恩省的一个市镇，属于吕尔区。

## 地理
朗泰讷河畔孔夫朗（47°48'55"N, 6°12'36"E）面积13.09 平方千米，位于法国勃艮第-弗朗什-孔泰大區上索恩省，该省份为法国东部内陆省份，北起顺时针与孚日省、贝尔福地区省、杜省、汝拉省、科多尔省和上马恩省接壤。
与朗泰讷河畔孔夫朗接壤的市镇（或旧市镇、城区）包括：当皮埃尔莱孔夫朗、巴西涅、布吉尼翁莱孔夫朗、布里欧库尔、梅尔叙艾、普莱讷蒙、拉维勒迪约-昂丰特内特。

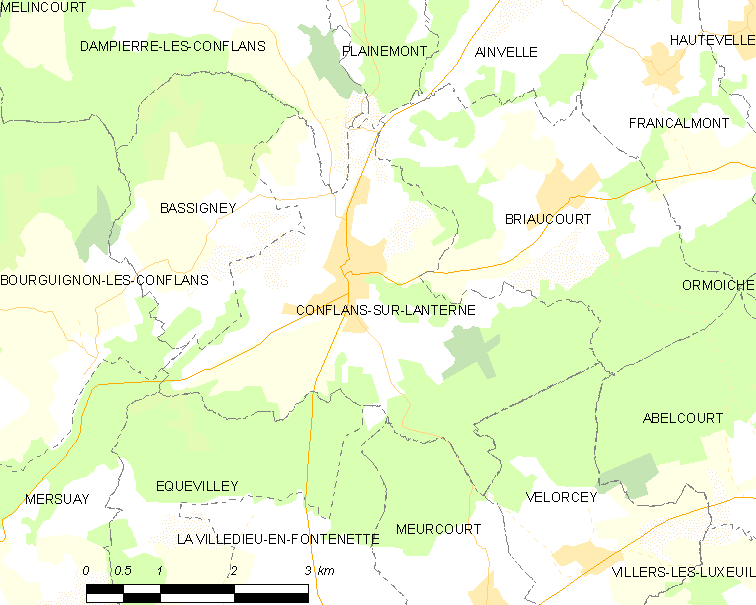
朗泰讷河畔孔夫朗的OSM定位图

朗泰讷河畔孔夫朗的时区为UTC+01:00、UTC+02:00（夏令时）。

## 行政
朗泰讷河畔孔夫朗的邮政编码为70800，INSEE市镇编码为70168。

## 政治
朗泰讷河畔孔夫朗所属的省级选区为瑟穆斯河畔圣卢县。

## 人口

1962-2008年间朗泰讷河畔孔夫朗人口变化图示

朗泰讷河畔孔夫朗于2022年1月1日时的人口数量为569人。